# Préaux (Seine-Maritime)
Pour les articles homonymes, voir Préaux.
Préaux est une commune française située dans le département de la Seine-Maritime en région Normandie.

## Géographie

### Localisation
| Quincampoix                |                            | La Vieux-Rue           |
| Fontaine-sous-Préaux       | Préaux                     | Servaville-Salmonville |
| Roncherolles-sur-le-Vivier | Saint-Jacques-sur-Darnétal | Bois-l'Évêque          |

### Hydrographie
La commune est située dans le bassin Seine-Normandie. Elle n'est drainée par aucun cours d'eau,. Néanmoins trois plans d'eau sont présents sur le territoire communal : la mare à Pierre (0,13 ha), la mare du le Petit Verger (0,06 ha) et la mare Sangsue (0,02 ha),.

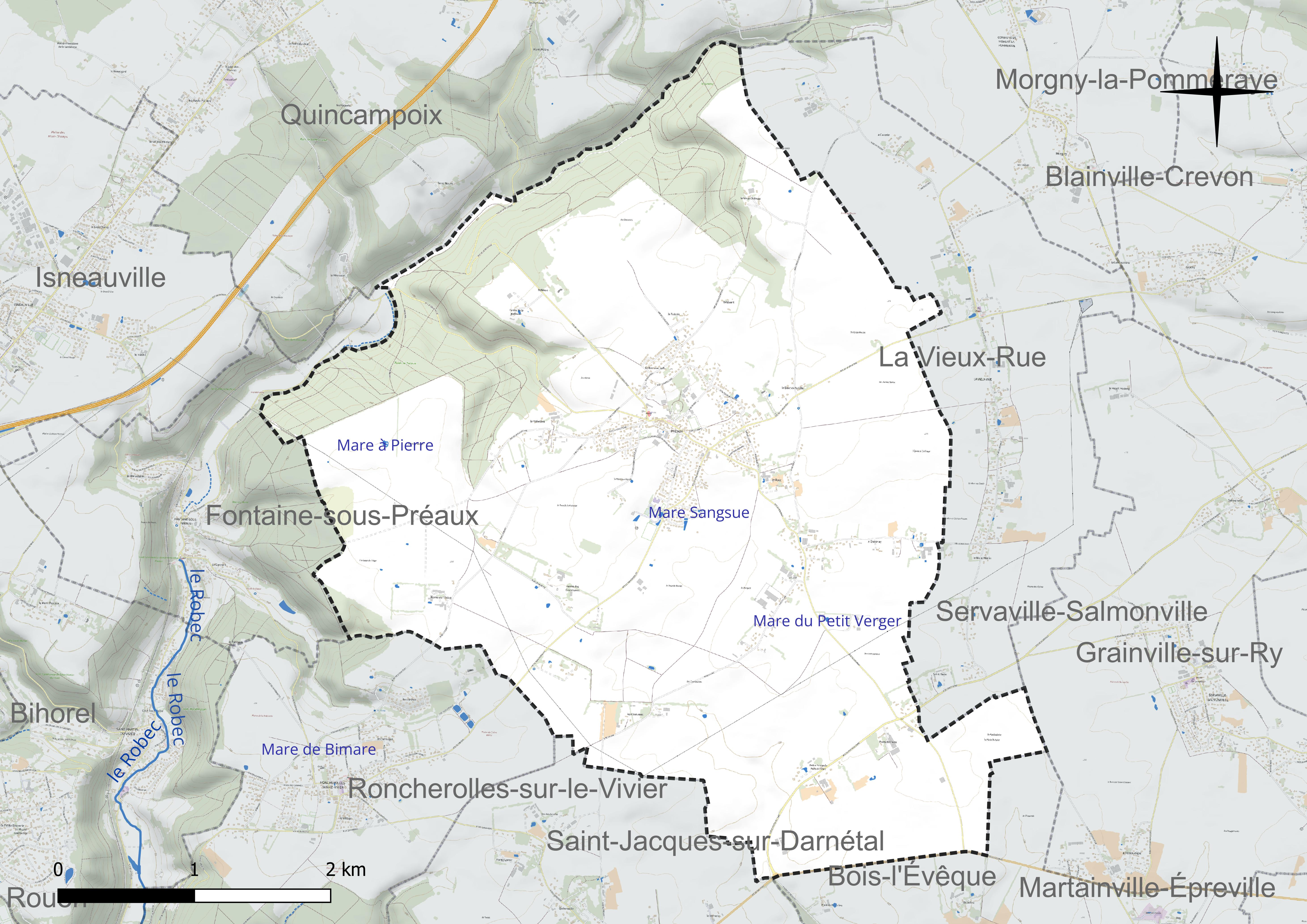
Réseau hydrographique de Préaux.

### Climat
Pour des articles plus généraux, voir Climat de la Normandie et Climat de la Seine-Maritime.
En 2010, le climat de la commune est de type climat océanique dégradé des plaines du Centre et du Nord, selon une étude du CNRS s'appuyant sur une série de données couvrant la période 1971-2000. En 2020, Météo-France publie une typologie des climats de la France métropolitaine dans laquelle la commune est exposée à un climat océanique et est dans la région climatique Côtes de la Manche orientale, caractérisée par un faible ensoleillement (1 550 h/an) ; forte humidité de l’air (plus de 20 h/jour avec humidité relative > 80 % en hiver), vents forts fréquents. Parallèlement le GIEC normand, un groupe régional d’experts sur le climat, différencie quant à lui, dans une étude de 2020, trois grands types de climats pour la région Normandie, nuancés à une échelle plus fine par les facteurs géographiques locaux. La commune est, selon ce zonage, exposée à un « climat maritime », correspondant au Pays de Caux, frais, humide et pluvieux, légèrement plus frais que dans le Cotentin.
Pour la période 1971-2000, la température annuelle moyenne est de 10 °C, avec une amplitude thermique annuelle de 13,9 °C. Le cumul annuel moyen de précipitations est de 853 mm, avec 13,1 jours de précipitations en janvier et 8,8 jours en juillet. Pour la période 1991-2020, la température moyenne annuelle observée sur la station météorologique la plus proche, située sur la commune de Rouen à 10 km à vol d'oiseau, est de 12,6 °C et le cumul annuel moyen de précipitations est de 817,9 mm,. Pour l'avenir, les paramètres climatiques de la commune estimés pour 2050 selon différents scénarios d’émission de gaz à effet de serre sont consultables sur un site dédié publié par Météo-France en novembre 2022.

## Urbanisme

### Typologie
Au 1er janvier 2024, Préaux est catégorisée bourg rural, selon la nouvelle grille communale de densité à sept niveaux définie par l'Insee en 2022.
Elle appartient à l'unité urbaine de Préaux, une agglomération intra-départementale regroupant deux  communes, dont elle est ville-centre,,. Par ailleurs la commune fait partie de l'aire d'attraction de Rouen, dont elle est une commune de la couronne,. Cette aire, qui regroupe 317 communes, est catégorisée dans les aires de 200 000 à moins de 700 000 habitants,.

### Occupation des sols
L'occupation des sols de la commune, telle qu'elle ressort de la base de données européenne d’occupation biophysique des sols Corine Land Cover (CLC), est marquée par l'importance des territoires agricoles (76,5 % en 2018), une proportion sensiblement équivalente à celle de 1990 (77,2 %). La répartition détaillée en 2018 est la suivante : 
terres arables (70 %), forêts (16 %), zones urbanisées (7,6 %), prairies (5,5 %), zones agricoles hétérogènes (0,9 %). L'évolution de l’occupation des sols de la commune et de ses infrastructures peut être observée sur les différentes représentations cartographiques du territoire : la carte de Cassini (XVIIIe siècle), la carte d'état-major (1820-1866) et les cartes ou photos aériennes de l'IGN pour la période actuelle (1950 à aujourd'hui).

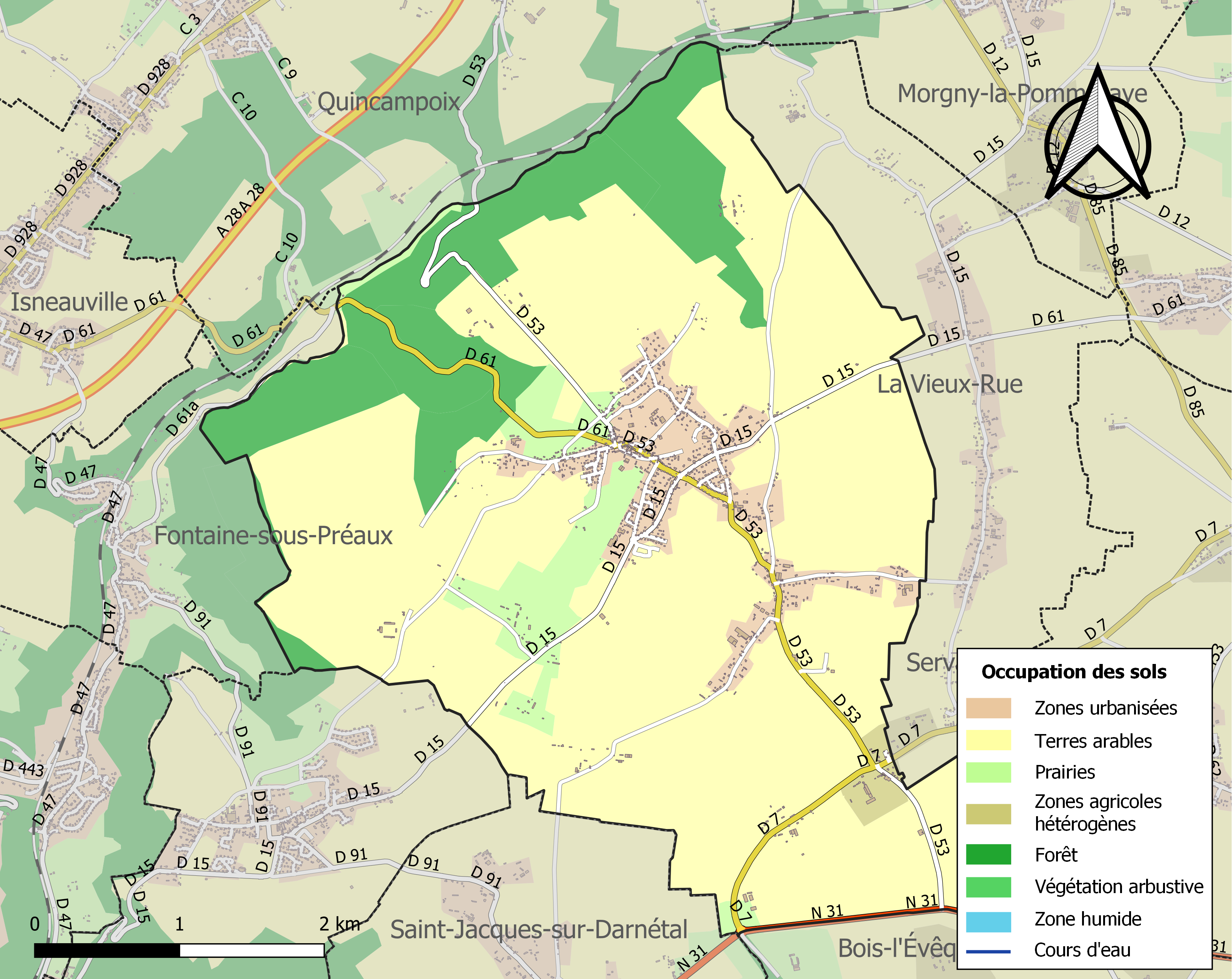
Carte des infrastructures et de l'occupation des sols de la commune en 2018 (CLC).

### Habitat et logement
En 2019, le nombre total de logements dans la commune était de 750, alors qu'il était de 679 en 2014 et de 628 en 2009.
Parmi ces logements, 95,4 % étaient des résidences principales, 0,8 % des résidences secondaires et 3,8 % des logements vacants. Ces logements étaient pour 97,8 % d'entre eux des maisons individuelles et pour 1,9 % des appartements.
Le tableau ci-dessous présente la typologie des logements à Préaux en 2019 en comparaison avec celle de la Seine-Maritime et de la France entière. Une caractéristique marquante du parc de logements est ainsi une proportion de résidences secondaires et logements occasionnels (0,8 %) inférieure à celle du département (4 %) mais supérieure à celle de la France entière (9,7 %). Concernant le statut d'occupation de ces logements, 89,5 % des habitants de la commune sont propriétaires de leur logement (91 % en 2014), contre 53 % pour la Seine-Maritime et 57,5 pour la France entière.
| Typologie                                               | Préaux | Seine-Maritime | France entière |
| ------------------------------------------------------- | ------ | -------------- | -------------- |
| Résidences principales (en %)                           | 95,4   | 87,8           | 82,1           |
| Résidences secondaires et logements occasionnels (en %) | 0,8    | 4              | 9,7            |
| Logements vacants (en %)                                | 3,8    | 8,2            | 8,2            |

## Toponymie
Le nom de la localité est attesté sous la forme Pratellis fin du XIe siècle.
Le toponyme est issu de l'ancien français préau, signifiant « petit pré »,
Berceau de la famille de Préaux (Normandie).

## Histoire
La commune est riche d'un passé glorieux. Au XIe siècle, le seigneur aurait été, selon la tradition, Eudes (de Préaux ?), qui n'était autre que le sénéchal de Guillaume le Conquérant, aidant celui-ci à asseoir sa conquête sur l'Angleterre. La famille de Préaux ont dès lors possédé des biens outre-Manche, et une branche s'est même fixée en Angleterre au XIVe siècle.
Les seigneurs de Préaux tiendront une place importante dans l'histoire de la Normandie et se trouveront mêlés au conflit de succession entre Anglais et Français. Ils participeront aux croisades, défendront Rouen assiégée par les Français de Philippe Auguste, et c'est Pierre de Préaux qui donnera les clés de la ville au roi de France et lui rendra hommage. Ce même Pierre de Préaux, gardant son alliance avec le roi d'Angleterre, sera nommé bailli des îles Anglo-Normandes.
La famille normande de Préaulx, s'éteignit en France en 1317. Elle portait pour armes de gueules à l'aigle éployée d'or, membrée et becquée d'azur.
Préaux a été érigé en baronnie et fut le siège d'une cour de justice. D'héritage en vente, les terres de Préaux passeront aux mains des familles de Bourbon, d'Angoulême et de Joyeuse, de Rohan-Soubise.

## Politique et administration
| Période                                  | Période                       | Identité                     | Étiquette | Qualité        |
| ---------------------------------------- | ----------------------------- | ---------------------------- | --------- | -------------- |
| Les données manquantes sont à compléter. |                               |                              |           |                |
| 1874                                     |                               | Stanislas-Ambroise Jacquelin |           |                |
| 1933                                     | 1937                          | Cauchois                     |           |                |
| Les données manquantes sont à compléter. |                               |                              |           |                |
| mars 2001                                | 2014                          | Jean-Pierre Lemoine          | SE        |                |
| 2014                                     | mai 2020                      | Anne-Marie Delafosse         | SE        |                |
| mai 2020                                 | décembre 2021                 | Gérard Moreau                |           | Démissionnaire |
| décembre 2021                            | En cours (au 2 décembre 2020) | Anthony Aguado               |           |                |

## Équipements et services publics

### Eau et déchets
La commune de Préaux a accès aux déchèteries de Darnétal et de Bois-Guillaume.

### Enseignement
École maternelle et élémentaire Jacques-Prévert

## Population et société

### Démographie
L'évolution du nombre d'habitants est connue à travers les recensements de la population effectués dans la commune depuis 1793. Pour les communes de moins de 10 000 habitants, une enquête de recensement portant sur toute la population est réalisée tous les cinq ans, les populations de référence des années intermédiaires étant quant à elles estimées par interpolation ou extrapolation. Pour la commune, le premier recensement exhaustif entrant dans le cadre du nouveau dispositif a été réalisé en 2008.

En 2022, la commune comptait 1 856 habitants, en évolution de +2,71 % par rapport à 2016 (Seine-Maritime : +0,35 %, France hors Mayotte : +2,11 %).
| 1793 | 1800 | 1806 | 1821 | 1831 | 1836 | 1841 | 1846 | 1851 |
| ---- | ---- | ---- | ---- | ---- | ---- | ---- | ---- | ---- |
| 916  | 900  | 840  | 805  | 795  | 769  | 830  | 761  | 754  |

| 1856 | 1861 | 1866 | 1872 | 1876 | 1881 | 1886 | 1891 | 1896 |
| ---- | ---- | ---- | ---- | ---- | ---- | ---- | ---- | ---- |
| 761  | 734  | 768  | 772  | 710  | 702  | 657  | 645  | 594  |

| 1901 | 1906 | 1911 | 1921 | 1926 | 1931 | 1936 | 1946 | 1954 |
| ---- | ---- | ---- | ---- | ---- | ---- | ---- | ---- | ---- |
| 578  | 592  | 617  | 565  | 548  | 550  | 563  | 638  | 598  |

| 1962 | 1968 | 1975 | 1982  | 1990  | 1999  | 2006  | 2008  | 2013  |
| ---- | ---- | ---- | ----- | ----- | ----- | ----- | ----- | ----- |
| 546  | 611  | 822  | 1 105 | 1 450 | 1 641 | 1 648 | 1 651 | 1 727 |

| 2018  | 2022  | - | - | - | - | - | - | - |
| ----- | ----- | - | - | - | - | - | - | - |
| 1 816 | 1 856 | - | - | - | - | - | - | - |

## Culture locale et patrimoine

### Lieux et monuments

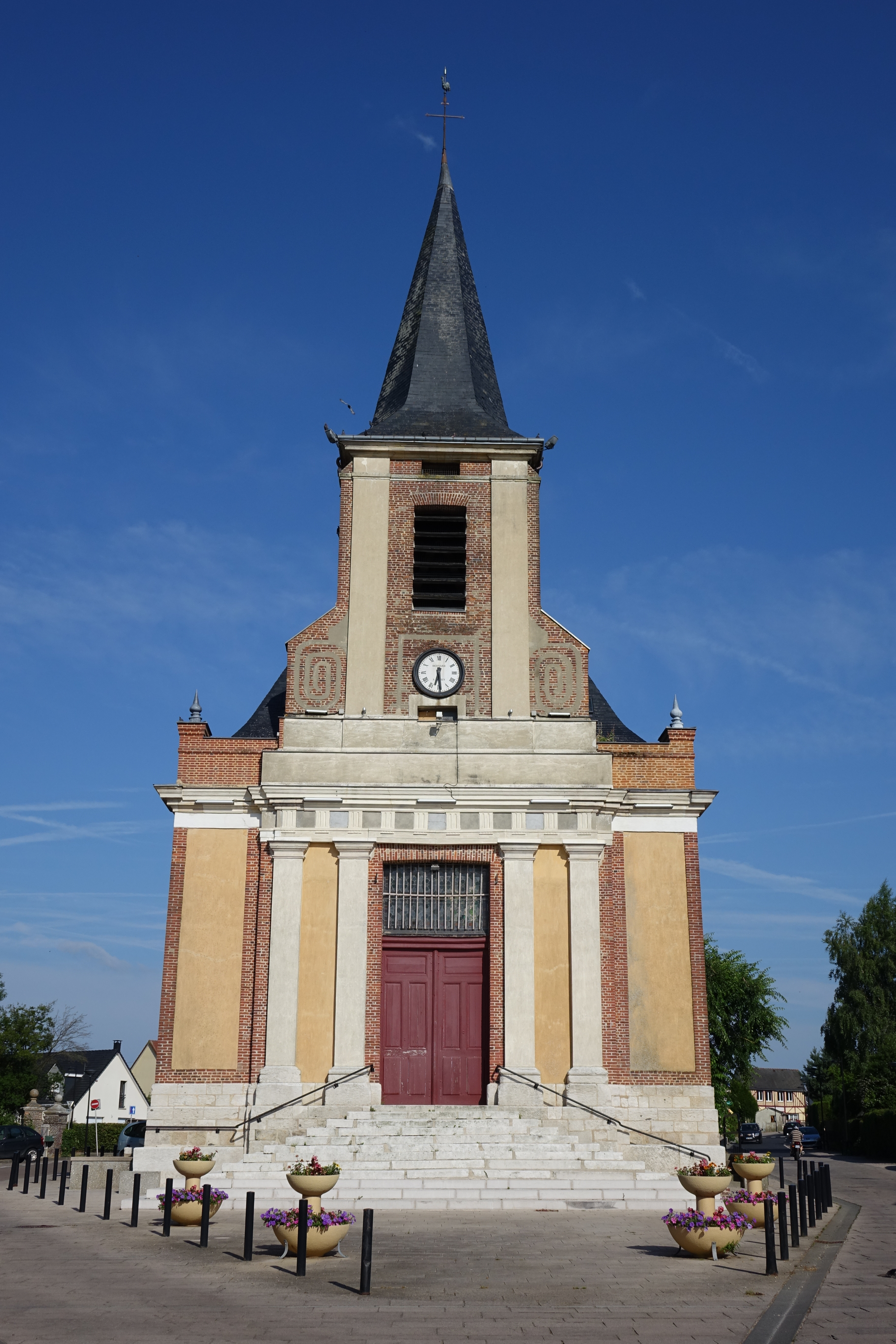
Église de Préaux.

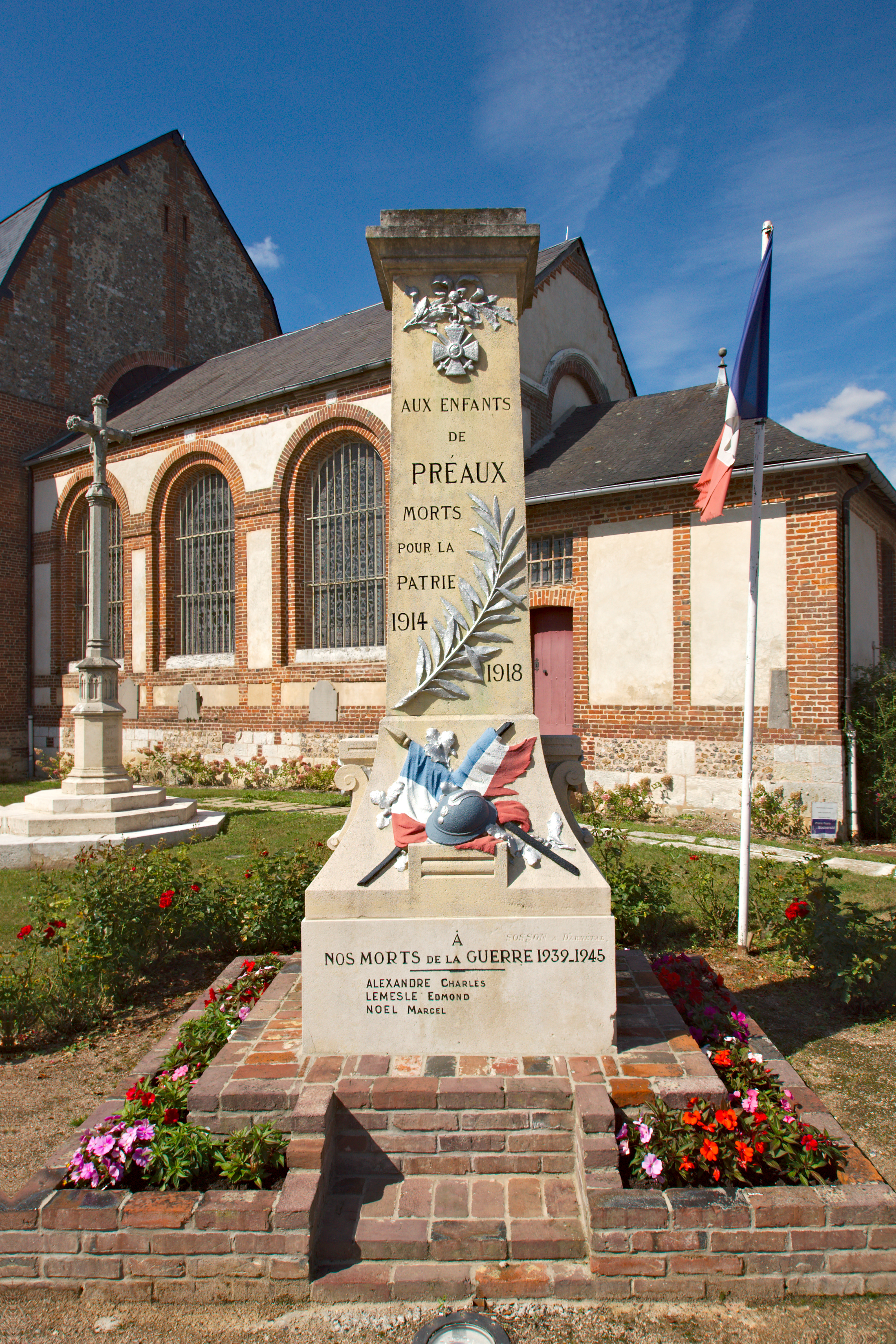
Monument aux morts de Préaux.

- L'église Notre-Dame de Préaux.

- Le Monument aux mortsMonument aux morts de Préaux.

### Personnalités liées à la commune
- Alfred Guérard, né en 1831 dans la commune et mort à Rouen en 1889, industriel fondateur de La Luciline.[réf. nécessaire]

### Héraldique
| Blason de Préaux (Seine-Maritime) | Blason  | De gueules aux quatre pals d’argent, à l’aigle bicéphale d’or lampassée du champ brochant, les têtes et les pattes d’azur.                       |
| Blason de Préaux (Seine-Maritime) | Détails | L'aigle rappelle celle de la famille de Préaux, qui a contrôlé le village jusqu'au XIVe siècle. Le statut officiel du blason reste à déterminer. |